# Леа Льюїс
Леа Марі Лян Льюїс (англ. Leah Marie Liang Lewis,нар. 9 грудня 1996, Шанхай) — американська акторка. Вона найбільш відома своїми ролями Джорджії «Джордж» Фан в адаптації серіалу The CW «Ненсі Дрю» та Еллі Чу у фільмі Netflix «Половина цього». Вона також озвучила Ембер Люмен в анімаційному фільмі Pixar «Стихії».

## Біографія
Льюїс усиновили з притулку в Шанхай, Китай, коли їй було вісім місяців і вона виросла у Віндермір, Флорида. Її молодша, біологічно не пов’язана сестра, Лідія, пізніше була усиновлена з того ж притулку. Їхні батьки, Фредерік і Лорейн Льюїс, обоє є ріелторами.
Леа відкрила для себе сценічне мистецтво в школі Креншоу в Орландо, Флорида. Вона також відвідувала початкову школу Торнбрук в Окої, Флорида; вона також відвідувала південно-західну середню школу в Орландо, Флорида, а також середню школу Гота. У підлітковому віці вони з матір’ю кочували туди-сюди між Лос-Анджелес і Орландо. У 17 років вона повернулася в Орландо, щоб закінчити середню школу в Олімпійській середній школі, а потім сама повернулася в Лос-Анджелес у 20.

## Фільмографія
| Рік       |   | Українська назва            | Оригінальна назва                       | Роль                     |
| --------- | - | --------------------------- | --------------------------------------- | ------------------------ |
| 2006      | с | Нові пригоди старої Крістін | The New Adventures of Old Christine     | Тесс                     |
| 2006      | с | Палузавіль                  | Paloozaville                            | Лія                      |
| 2007      | ф | Нанкін                      | Nanking                                 | банер дівчина            |
| 2012      | ф | Фред 3: Табір Фред          | Fred 3: Camp Fred                       | Ложка                    |
| 2012      | с | Медісон Хай                 | Madison High                            | Пейтон Холл              |
| 2015—2016 | с | Майже все                   | Gamer's Guide to Pretty Much Everything | Ліка                     |
| 2016      | с | Подруги будь-коли           | Best Friends Whenever                   | Алекс                    |
| 2016      | с | Заспівай це!                | Sing It!                                | Софі Чу                  |
| 2016      | с | Керівництво                 | Guidance                                | Лідді                    |
| 2018      | с | Мій мертвий колишній        | My Dead Ex                              | Бурштин                  |
| 2018      | с | Легкий як пір'їнка          | Light as a Feather                      | Габбі Дарвіш             |
| 2018      | с | Хороший лікар               | The Good Doctor                         | Кетрін «Кітті» Квон      |
| 2018      | с | Чародійки                   | Charmed                                 | Анжела                   |
| 2018—2019 | с | Станція 19                  | Station 19                              | Шеннон                   |
| 2019      | с | Обдаровані                  | The Gifted                              | Клариса (молода)         |
| 2019—2023 | с | Ненсі Дрю                   | Nancy Drew                              | Джорджія "Джордж" Фен    |
| 2020      | ф | Половина цього              | The Half of It                          | Еллі                     |
| 2020      | ф | Як відлякати грабіжника     | How to Deter a Robber                   | Хізер Вільямс            |
| 2022      | с | Бійові колеса               | Batwheels                               | Кассандра Кейн / Batgirl |
| 2023      | ф | Стихії                      | Elemental                               | Ембер Люмен              |
| 2024      | с | Метлок                      | Matlock                                 | Сара Франклін            |